# صائد الذباب النادر
صائد الذباب النادر (الاسم العلمي: Aethomyias)، هو جنس من طيور الجاسر في عائلة Acanthizidae المتوطنة في غينيا الجديدة. أدت دراسة علم الوراثة الجزيئي وفأر نقارب التي نُشرت في عام 2018 إلى مراجعة جوهرية للتصنيف التصنيفي. في عملية إعادة التنظيم، تم إحياء جنس صائد الذباب النادر ليجمع بين مجموعة الأبحاث التي سبق وضعها في جنس Sericornis و Crateroscelis. تم تقديم جنس ايثومايس في الأصل من قبل عالم الطيور الإنجليزي ريتشارد بودلر شارب في عام 1879 مع شاحب المنقار (Aethomyias spilodera) كنوع من الأنواع. يجمع اسم الجنس بين الكلمة اليونانية القديمة وهي كلمة «نادر» أو «متغير» مع الكلمة اللاتينية الحديثة التي تعني «صائد الذباب».